# 27 ربيع الآخر
- السبت
- الأحد
- الاثنين
- الثلاثاء
- الأربعاء
- الخميس
- الجمعة

- 2528 سبتمبر 2024
- 2629 سبتمبر 2024
- 2730 سبتمبر 2024
- 281 أكتوبر 2024
- 292 أكتوبر 2024
- 303 أكتوبر 2024
- 14 أكتوبر 2024
- 25 أكتوبر 2024
- 36 أكتوبر 2024
- 47 أكتوبر 2024
- 58 أكتوبر 2024
- 69 أكتوبر 2024
- 710 أكتوبر 2024
- 811 أكتوبر 2024
- 912 أكتوبر 2024
- 1013 أكتوبر 2024
- 1114 أكتوبر 2024
- 1215 أكتوبر 2024
- 1316 أكتوبر 2024
- 1417 أكتوبر 2024
- 1518 أكتوبر 2024
- 1619 أكتوبر 2024
- 1720 أكتوبر 2024
- 1821 أكتوبر 2024
- 1922 أكتوبر 2024
- 2023 أكتوبر 2024
- 2124 أكتوبر 2024
- 2225 أكتوبر 2024
- 2326 أكتوبر 2024
- 2427 أكتوبر 2024
- 2528 أكتوبر 2024
- 2629 أكتوبر 2024
- 2730 أكتوبر 2024
- 2831 أكتوبر 2024
- 291 نوفمبر 2024
- 302 نوفمبر 2024
- 13 نوفمبر 2024
- 24 نوفمبر 2024
- 35 نوفمبر 2024
- 46 نوفمبر 2024
- 57 نوفمبر 2024
- 68 نوفمبر 2024

27 ربيع الآخر أو 27 ربيع الثاني أو يوم 27 \ 4 (اليوم السابع والعشرون من الشهر الرابع) هو اليوم السادس عشر بعد المائة (116) من أيَّام السنة (أو السابع عشر بعد المائة لو كان شهر صفر مُتممًا لليوم الثلاثين) وفق التقويم الهجري القمري (العربي). يبقى بعده 238 أو 239 يومًا لانتهاء السنة.

## أحداث
- 1078هـ - القائد العثماني فاضل أحمد باشا الكوبريللي الصدر الأعظم يرفع الحصار عن قلعة كاندية المنيعة في جزيرة كريت بعد أكثر من 6 أشهر من الحصار، قتل خلاله 8 آلاف جندي، ويدخل في مدينة تحت الأرض حول القلعة ليقضي فيها فصل الشتاء، وكانت تلك أول مرة في التاريخ يقضي فيها جيش كبير تحت الأرض فصل الشتاء.
- 1340هـ - توقف جريدة «القيروان» الهزلية التونسية عن الصدور بعد 67 عددًا. كانت الجريدة مناصرة للحزب الدستوري هي وصاحبها عمر العجرة.
- 1366هـ - حزب الوفد المصري يصدر صحيفة «رابطة الشباب» التي رأس تحريرها مصطفى موسى، وكان من أهدافها مكافحة الاستعمار والاستبداد، وتميزت هذه الصحيفة بأنها فتحت مساحة لشباب حزب الوفد المصري للتعبير عن آرائهم.
- 1382هـ - الجيش في اليمن الشمالي ينجح في الإطاحة بالحكم الملكي بقيادة الإمام محمد البدر حميد الدين، وإعلان قيام الجمهورية العربية اليمنية برئاسة عبد الله السلال.
- 1383هـ - تأسيس ماليزيا من اتحاد الملايا وسنغافورة وبورنيو الشمالية البريطانية وسراوق.
- 1399هـ - التوقيع على معاهدة السلام المصرية الإسرائيلية في واشنطن العاصمة وذلك تحت إشراف الولايات المتحدة.
- 1404هـ - اكتشاف ثلاثة قنابل يدوية من النوع الذي يستخدمه الجيش الإسرائيلي أمام باب الأسباط، وكانت القنابل مخبأة في إحدى ثمار القرع.
- 1406هـ -
  - وفد من الكنيست يقتحم المسجد الأقصى، استمرت هذه المحاولات على مدار أسبوع.
  - الرئيس الأمريكي رونالد ريغان يجمد أرصدة ليبيا في الولايات المتحدة.
- 1419هـ - الولايات المتحدة تقصف صواريخ كروز على أفغانستان والسودان مستهدفتا مصنعا للأدوية لتثأر لتفجيرات سفاراتها في كينيا وتنزانيا.
- 1425هـ -
  - جماعة الإخوان المسلمين في مصر تعلن عن تأسيس أول منظمة إسلامية للدفاع عن حقوق الإنسان تحمل اسم «مركز سواسية لحقوق الإنسان ومناهضة التمييز»، وتؤكد اعتزامها «الدفاع عن المعتقلين في السجون من كل التيارات».
  - منظمة المؤتمر الإسلامي تختار بالانتخاب للمرة الأولى منذ إنشائها أمينها العام المفكر التركي أكمل الدين إحسان أوغلو، الذي تعهّد برسم طريق إصلاحي للمنظمة التي تتطلع إلى الحديث بصوت واحد باسم 1.3 مليار مسلم يشكلون خُمس سكان العالم.
- 1428هـ - الحكومة اللبنانية تطالب مجلس الأمن بإقرار المحكمة الدولية بقضية اغتيال رفيق الحريري بعد تعذر إقرارها في مجلس النواب.
- 1431هـ - بدأ التصويت في الانتخابات الرئاسية والتشريعية السودانية في أول انتخابات تعددية تشهدها البلاد منذ 24 سنة.
- 1444هـ - مقتل 162 شخصًا وإصابة 1083 آخرين على الأقل، إثر وقوع زلزال في جاوة الغربية، إندونيسيا.

## مواليد
- 1336هـ - حسين الشافعي، نائب رئيس جمهورية مصر العربية.
- 1339هـ - نظيم شعراوي، ممثل مصري.
- 1340هـ - مصطفى محمود، مفكر وطبيب وكاتب وأديب مصري.
- 1364هـ - مها الصالح، ممثلة ومخرجة سورية.
- 1370هـ - داريوش إقبالي، مغني إيراني.
- 1396هـ - سلافة معمار، ممثلة سورية.
- 1400هـ -
  - حسن المصري، ممثل وممثل صوت لبناني.
  - صفاء سلطان، ممثلة أردنية.
- 1401هـ - شذى حسون، مغنية عراقية.

## وفيات
- 1377 هـ - عادل زعيتر، أديب وعضو مجمعي اللغة العربية في دمشق وبغداد.
- 1391 هـ - عبد الرزاق السنهوري، فقيه قانوني مصري.
- 1411 هـ - هند أبي اللمع، ممثلة لبنانية.
- 1420 هـ - محمد فؤاد سراج الدين، سياسي مصري.
- 1424 هـ - خليفة القطان، فنان تشكيلي كويتي.
- 1446 هـ - مصطفى فهمي (ممثل)، ممثل مصري.

## وصلات خارجية
- موقع قصة الإسلام: حدث في شهر ربيع الأوَّل.